# 下載
下载在计算机网络中指从一个远程系统接收数据，该系统通常为一个服务器，例如網頁伺服器、FTP服务器、电子邮件服务器，或者其他的类似系统。最易懂而常見的形式即為「抓檔案」。与之相对的是上传（也称上载），它是指将数据发送到远程的服务器。下載是網路最基礎且最重要的活動之一，佔據了絕大多數的頻寬，它讓使用者可以取得所需要的電子數據並保存在本機上，包含文字、圖片、音樂、影片等等。要開始下載動作的話，必須兩台電腦間已經連線，並且透過特定的通訊協定溝通，例如HTTP、FTP等。
“下载”一词可指文件可供下载或者已经下载，或者下载（接收）文件的过程。

## 定义

下载数据通过下行流发送到终端用户，而该上行流来自提供者

下载通常指将整个文件传输到本地存储并供之后使用，这与流媒体不同，流媒体的数据在传输进行时就几乎立即被使用，并且很可能不长期保留。已有越来越多的网站提供流媒体或者网页浏览器中显示的媒体，例如YouTube等，它们也限制了用户在接收到数据后将数据保存到本地计算机的能力。
有文獻中，將檔案由伺服器傳輸至個人電腦的的過程為下載。故其意義有時與数据传输不同。

## 非法下載
因為網絡中的資源大部份都具有版權或著作權，下载未经适当授权的版权所有内容可能构成盗版（也称侵权、侵犯版权）。而網絡活動的繁榮必然伴隨著對版權資源的非法傳輸，從而免除使用者的購買支出。部份盜版資源也是將非法傳輸免費所得的內部包裝出售圖利，故非法傳輸和盜版都受到利益受侵害的企業抵制。